# Ulrich von Nußdorf

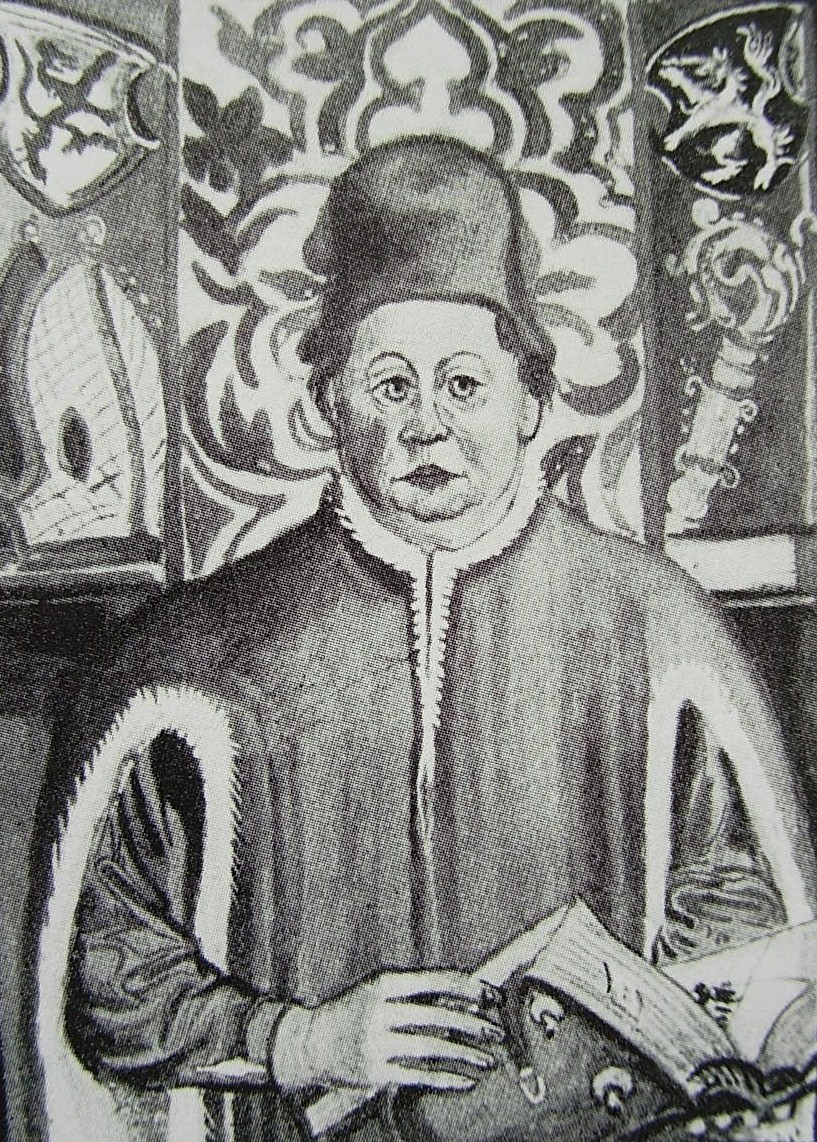
Fürstbischof Ulrich von Nußdorf

Ulrich von Nußdorf († 2. September 1479) war von 1451 bis 1479 als Ulrich III. Fürstbischof des Bistums Passau.
Er war der zweite Sohn des Georg von Nußdorf zu Prünning, einem salzburgischen Erblandmarschall und Pfleger in Tittmoning. Seine Mutter war die Reichsfreiin Agnes von Stauff zu Ehrenfels bei Beratzhausen in der Oberpfalz. Ulrich wurde 1432 an der Universität Wien immatrikuliert und erwarb dort 1435 das artistische Bakkalaureat. Danach studierte er in Bologna und Padua Jurisprudenz und erwarb den Grad eines Dr. decretorum, wurde um 1440 zum Priester geweiht und danach Propst von St. Andreas und Dompropst am Freisinger Dom.
Er besaß auch die Stadtpfarre in Linz und fungierte als Notar von König Ladislaus Postumus. 1451 wurde er Domherr in Passau und am 10. Juli 1451 vom dortigen Domkapitel einstimmig zum Bischof gewählt. Erst am 4. November 1454 folgte die Bestätigung durch den Papst. 1455 wurde er durch den Salzburger Erzbischof Sigismund von Volkersdorf konsekriert.
Nußdorf diente Kaiser Friedrich III. als Kanzler und war Geheimer Rat des bayerischen Herzogs Ludwig IX. 1458/59 und erneut 1468 schickte er Truppen gegen den böhmischen König Georg von Podiebrad, und 1460 ließ er Waldkirchen mit einer starken Ringmauer umgeben.
1470 veranstaltete er eine Diözesansynode, bei der in 55 Kapiteln liturgische, disziplinäre und pastorale Vorschriften verabschiedet wurden. Bei der Gründung des neuen Bistums Wien 1469 wurde er als der zuständige Bischof übergangen, und 1477 legte er in Gegenwart des Domkapitels feierlichen Protest gegen die Vorgangsweise und gegen die Neugründung als solche ein.
1478 fanden wegen eines angeblichen Hostienfrevels in Passau Judenverfolgungen statt, die zur Errichtung der Kirche St. Salvator an der Stelle einer ehemaligen Synagoge führten. Am 14. August 1479, wenige Tage vor seinem Tod, legte Bischof Ulrich den Grundstein zu diesem Bau.